# Beuringen (Samudera)
Beuringen is een bestuurslaag in het regentschap Aceh Utara van de provincie Atjeh, Indonesië. Beuringen telt 504 inwoners (volkstelling 2010).